# Séminaire théologique baptiste du Sud-Ouest
Le Séminaire théologique baptiste du Sud-Ouest (anglais : Southwestern Baptist Theological Seminary) est un institut de théologie baptiste à Fort Worth, Texas, aux États-Unis. Il est affilié à la Convention baptiste du Sud. L'école offre des formations de théologie évangélique.

## Histoire
L'école a ses origines dans le département de théologie de l’Université Baylor par la Convention baptiste du Sud à Waco (Texas) en 1901.  Elle est officiellement fondée sous son nom actuel en 1908.  En 1910, elle déménage à Fort Worth . En 2011, un campus a été implanté à la prison Darrington Unit du Comté de Brazoria . L’école a permis de diminuer de façon importante le taux de violence dans la prison. En 2019, l’école arrivait en 2e position des séminaires évangéliques aux États-Unis pour le nombre d’inscriptions avec 1,521 étudiants à plein temps.
Pour l'année 2021-2022, elle comptait 2,071 étudiants.

## Programmes
L’école offre des programmes en théologie évangélique, dont des certificats, des baccalauréats, masters et des doctorats .
En 2020, le Southwestern Baptist Theological Seminary annonce sa décision de mettre fin à son programme en archéologie, programme qui existait depuis 1983.

## Affiliations
Il est affilié à la Convention baptiste du Sud.

## Controverses
En 2019, après les scandales d’accusations d'abus sexuels impliquant le diacre Paul Pressler et de dissimulations d’abus sexuels impliquant l'ancien président du Séminaire Paige Patterson, l'école a retiré les vitraux de la chapelle MacGorman installés en 2011, représentant ces derniers comme acteurs d'une "résurgence conservatrice" .
En 2023, les administrateurs ont signalé que le séminaire avait accumulé un déficit de 140,1 millions de dollars de 2002 à 2022, en raison de dépenses démesurés faites par le  président Paige Patterson.